# Adolph von Wangenheim
Christoph Adolph von Wangenheim (* 1648 in Celle; † 12. September 1709 in Berlin) war ein brandenburgischer Generalleutnant.

## Leben

### Herkunft
Adolph war Angehöriger des thüringischen Adelsgeschlechts von Wangenheim. Er war ein Sohn des fürstlich braunschweigischen Oberforst- und Jägermeisters, Georg von Wangenheim (1602–1678) und dessen Ehefrau Katharina Sybille, geborene von Hünecke († 1669).

### Militärkarriere
Wangenheim begann seine Laufbahn 1665 als kurbrandenburgischer Fähnrich. Er nahm, nachdem er 1673 zum Leutnant avanciert, am Krieg gegen Schweden, insbesondere der Schlacht bei Fehrbellin und den Belagerungen von Stettin und Stralsund teil. Am 15. August 1677 wurde er zum Rittmeister befördert und erhielt das Kommando über die 1. Kompanie der Garde. Am 24. Oktober 1678 avancierte Wangenheim zum Oberstleutnant und am 8. Juni 1684 zum Oberst der Trabantengarde.
Vom 9. Dezember 1688 bis zum 9. Februar 1689 wurde er als kurbrandenburgischer Gesandter in militärischen Angelegenheiten nach Dresden geschickt. Anlässlich des Todes von Kurfürst Johann Georg III. von Sachsen, wurde Wangenheim von Friedrich III. erneut nach Dresden delegiert, wo er sich in dieser Angelegenheit vom 31. Oktober bis zum 14. November 1691 aufhielt.
Am 16. Januar 1690 wurde Wangenheim zum Generalmajor befördert. 1695 wurde er Kommandeur des Leibregiments zu Pferde, avancierte am 11. Juli 1696 zum Generalleutnant und wurde am 9. April 1699 Chef des Kürassierregiment K 3.
Wangenheim war Ritter des Johanniterordens und des Ordens de la Générosité.

### Familie
Er vermählte sich in erster Ehe mit Susanne Elisabeth von Wangenheim († 1678) und in zweiter Ehe in Potsdam 1679 mit Freiin Eleonore Luise von Canitz.